# إدوارد والش
إدوارد والش (بالإنجليزية: Edward Walsh)‏ هو مؤلف وشاعر أيرلندي، ولد في 1805 في كورك في جمهورية أيرلندا، وتوفي بنفس المكان في 6 أغسطس 1850.